# Atomaria munda
Atomaria munda är en skalbaggsart som beskrevs av Wilhelm Ferdinand Erichson 1846. Atomaria munda ingår i släktet Atomaria, och familjen fuktbaggar. Enligt den svenska rödlistan är arten otillräckligt studerad i Sverige. Arten förekommer i Götaland, Gotland, Öland och Svealand. Artens livsmiljö är jordbrukslandskap, stadsmiljö.